# Ise (Mie)
Ise (Japans: 伊勢市, Ise-shi) is een havenstad in de prefectuur Mie in Japan. De oppervlakte van de stad is 208,52 km² en midden 2009 had de stad ruim 132.000 inwoners.
Ise is bekend door de Grote Ise Jinja (伊勢神宮, Ise Jingū), het heiligeste Shintōheiligdom in Japan en daardoor een bedevaartsoord én populaire bestemming voor toeristen. De stad heeft daardoor de bijnaam Shinto (神都, shinto; lett. "Hoofdstad van de kami"). De stad maakt deel uit van het Ise-Shima Nationale Park(伊勢志摩国立公園, Ise Shima Kokuritsu Kōen).

## Geschiedenis
De geschiedenis van Ise is de geschiedenis van de Grote Ise Jinja. Dit heiligdom bestaat in feite uit twee delen: het binnenste en het buitenste schrijn. Ondanks dat de naam anders suggereert, liggen deze twee delen van het heiligdom op ongeveer zes kilometer van elkaar.
Ise begon als de twee gehuchten rond deze heiligdommen. Door hun populariteit bij pelgrims tijdens de Edoperiode groeiden de gehuchten uit tot dorpen. Rond het binnenste schrijn ontstond het dorp Uji en het dorp rond het buitenste schrijn werd Yamada genoemd.
Op 1 januari 1889 werden de dorpen Uji en Yamada samengevoegd in de gemeente Ujiyamada.
Ujiyamada werd op 1 september 1906 een stad (shi).
Op 28 juli 1945 werd de stad door 92 B-29 bommenwerpers bestookt met brandbommen waardoor 39% van de stad in de as werd gelegd.
Op 1 januari 1955 werd Ujiyamada hernoemd tot Ise en tegelijkertijd werd de stad uitgebreid met de dorpen Toyohama, Kitahama, Shigō en Kida. De hernoeming werd gemotiveerd door het voorkomen van verwarring met de steden Uji in de prefectuur Kioto en Yamada (nu de stad Kama) in de prefectuur Fukuoka.
De naam Ujiyamada leeft voort in de naam van het grootste treinstation van Ise en in de naam van sommige scholen. Ook voor veel van de bewoners van de regio is Ujiyamada nog steeds een synoniem voor Ise.
Op 26 november 1959 werd de stad getroffen door de Ise-wan tyfoon, de zwaarste tyfoon in Japan gemeten.
Op 1 november 2005 werden de gemeentes Futami (二見町, Futami-chō) en Obata (小俣町, Obata-chō) plus het dorp Misono (御薗村, Misono-mura) bij Ise gevoegd.

## Economie
De stad ligt in een landbouwgebied waar thee en sinaasappelen worden verbouwd.
In Ise worden lakwaren, papier en elektrische apparaten geproduceerd.
In het havengebied van Ise staan meerdere scheepswerven.

## Bezienswaardigheden
- Ise Jingū, met de

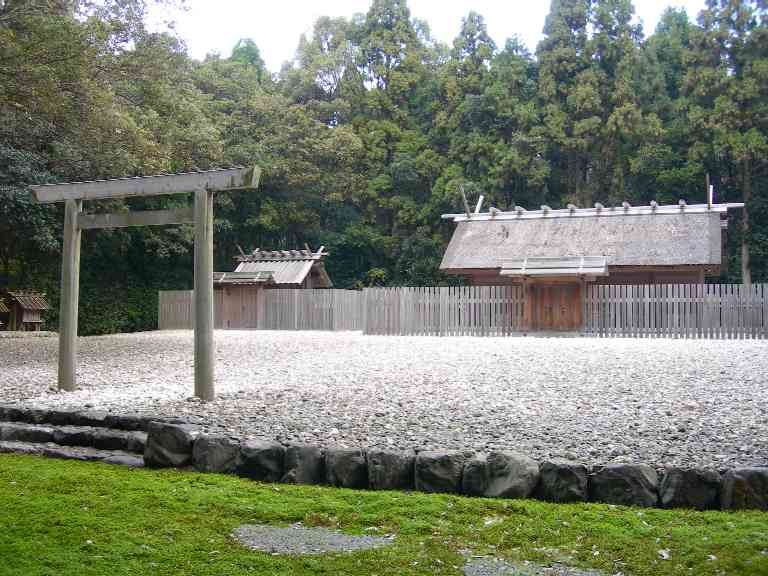
Ise-Schrijn

  - Geku (buitenste schrijn) gewijd aan de oogstgoden en daarbij het Kamiji-Dori (weg van de goden) naar het Tsukiyomi-no-Miya schrijn
  - en Naiku (binnenste schrijn) gewijd aan de zonnegodin Amaterasu en de Ujibashi-brug hiernaartoe
- Sarutahiko Jinja
- Oharaimachi en Okage-yokocho, historische delen van de stad met oude huizen
- Isuzu rivier en park
- Miya rivier, in de tijd van de kersenbloesems een van de mooiste plaatsen om de bloesems te bekijken
- Konishi Mankintan, een kruidenwinkel/apotheek sinds de eerste helft van de 17e eeuw

## Verkeer
Ise ligt aan de Sangū-lijn van de Central Japan Railway Company en aan de Toba-lijn en Yamada-lijn van de Kintetsu (Kinki Nippon Tetsudō).
Ise ligt aan de Ise-autosnelweg en aan de autowegen 23, 42 en 167.

## Aangrenzende steden
- Shima
- Toba

## Geboren in Ise
- Kon Ichikawa (市川 崑, Ichikawa Kon) (1915-2008), filmregisseur, scenarioschrijver en filmproducent
- Isao Takahata (高畑 勲, Takahata Isao) (1935-2018), regisseur en producent van anime
- Mizuki Noguchi (野口 みずき, Noguchi Mizuki) (1978), marathonloopster
- Yoko Natsuki (夏樹 陽子, Natsuki Yōko), actrice
- Takao Fujinami (藤波 孝生, Fujinami Takao), politicus van de LDP
- Eiji Sawamura (沢村 栄治, Sawamura Eiji), honkbalspeler (werper)
- Hiroki Mizumoto (水本 裕貴, Mizumoto Hiroki), voetballer